# Agustín Delgado (poeta)
Agustín Delgado García -o Jiménez- (Rioseco de Tapia; provincia de León, 10 de agosto de 1941 - 11 de septiembre de 2012) fue un poeta español.
“Entrañable lobo estepario”, como le llamara en un artículo José-Miguel Ullán, su trayectoria se ha caracterizado por la disidencia y la radicalidad, al margen de escuelas. Estudió en las universidades de Comillas, Barcelona y Complutense. Doctor en Filología Románica, residió en Toulouse, París y Bruselas. 

## Trayectoria
En su juventud fue miembro fundador y responsable de la revista Claraboya (León 1963-68), episodio fundamental en la renovación poética de los años sesenta.
Escribió en Málaga sus primeros poemarios El Silencio, Nueve rayas de tiza, Cancionero civil, que fluyen desde un sentimiento nuevo de la realidad, y condensan un mundo poético inconfundible, de una espontánea narratividad, y de vertiente onírica.
Espíritu áspero
En la década de los setenta residió en ciudades castellanas, como Valladolid y Burgos. Compuso allí Espíritu áspero, destacando la cantata de doce fragmentos con ese mismo nombre que constituye la primera parte del libro. Mirando con pupila expresionista de referentes artísticos centroeuropeos, quiso traducir al verso – en la fonética, la sintaxis y el significado- la aspereza y violencia física, la dureza de la atmósfera espiritual y el ámbito moral mesetarios, tal que metonimia de la España de ese tiempo de última posguerra, y aún más, como metáfora de aguda, insalvable, existencial desolación.
Su continuación está en el poemario Discanto, en que el ejercicio de rigor y de indagación de la lengua poética se acentúan, sometiendo al texto a un mayor despojamiento. 
Los sansirolés
Desde 1979 a 1991 vivió en Francia y Bélgica. El ciclo de los sansirolés, que arranca de esa época suya de existir foráneo, rompe a explorar, a partir de un grado cero de escritura, un territorio aparte de poetización, y de reflexión metapoética. Los sansirolés son ejercicios al límite, flechas disparándose permanentemente hacia un blanco invisible, o incluso disolviéndose en su vuelo. Escritura de conflagración, en anímica noche oscura, entre el yo poético y el fluir social. 
En la década de los noventa, viviendo ya en Madrid, este singular registro de los sansirolés se enriqueció con dos poemarios más: Mol y Zas. En ellos se yuxtaponen, en síntesis de sesgo cubista y arrastre de herencia surreal, excursos geográficos, estratos de biografía, cortes abruptos de tiempo y de la memoria, echando mano para ello de la misma creación verbal y radical experimentación lingüística. La intención que le guiaba era hacer estallar por dentro el discurso de la tribu, sea el consuetudinario o el moderno.
Luis Mateo Díez ha escrito sobre esta trayectoria poética: “Me parece que con este Discanto se cumple con creces no ya el reto del itinerario personal sino la muestra de una coherencia que lo ilumina desde su rastro subterráneo, como si la dirección en que el poeta construye su obra, escribe los poemas, fluyese en el sustrato de su necesidad: la voz imprescindible, la palabra precisa, el rumor del tiempo, la claridad de la conciencia, la contradicción de los sentimientos.” 
Agustín Delgado fue durante varios años profesor de Literatura Española en los cursos de verano para extranjeros ”Merimée- De Sebastián” de la Universidad de Toulouse, con sede en Burgos. 
Fue fundador, con otros escritores, de la revista barcelonesa Camp de l´Arpa, y colaborador de la revista madrileña Trece de Nieve. Fue también comentarista de poesía de la revista Leer.